# Cincinnati Open 2015 - Qualificazioni singolare femminile
Le qualificazioni del singolare femminile del Cincinnati Open 2015 sono state un torneo di tennis preliminare per accedere alla fase finale della manifestazione. Le vincitrici dell'ultimo turno sono entrate di diritto nel tabellone principale. In caso di ritiro di una o più giocatrici aventi diritto a queste sono subentrati le lucky loser, ossia le giocatrici che hanno perso nell'ultimo turno ma che avevano una classifica più alta rispetto alle altre partecipanti che avevano comunque perso nel turno finale.

## Teste di serie
1. Monica Niculescu (primo turno)
2. Anna Karolína Schmiedlová (qualificata)
3. Johanna Larsson (primo turno)
4. Magdaléna Rybáriková (primo turno)
5. Alexandra Dulgheru (primo turno)
6. Mirjana Lučić-Baroni (ultimo turno)
7. Alison Van Uytvanck (ritirata)
8. Annika Beck (primo turno)
9. Carina Witthöft (primo turno)
10. Lucie Hradecká (qualificata)
11. Christina McHale (qualificata)
12. Mona Barthel (qualificata)
13. Julia Görges (qualificata)

1. Casey Dellacqua (qualificata)
2. Aleksandra Krunić (primo turno)
3. Tatjana Maria (ultimo turno)
4. Heather Watson (primo turno)
5. Polona Hercog (ultimo turno)
6. Lara Arruabarrena (primo turno)
7. Kurumi Nara (ultimo turno, ritirata)
8. Andreea Mitu (primo turno)
9. Irina Falconi (ultimo turno)
10. Jarmila Gajdošová (primo turno)
11. Ol'ga Govorcova (ultimo turno)
12. Julija Putinceva (qualificata)

## Qualificate
1. Tímea Babos
2. Anna Karolína Schmiedlová
3. Ana Konjuh
4. Julia Görges
5. Kateryna Bondarenko
6. Casey Dellacqua

1. Julija Putinceva
2. Lauren Davis
3. Jaroslava Švedova
4. Lucie Hradecká
5. Christina McHale
6. Mona Barthel

## Tabellone

### Legenda
| - Q = Qualificato - WC = Wild card - LL = Lucky loser | - ALT = Alternate - SE = Special Exempt - PR = Protected Ranking | - w/o = Walkover - r = Ritirato - d = Squalificato |

### Sezione 1
|  | Primo turno | Primo turno          | Primo turno | Primo turno | Primo turno |  |  | Ultimo turno         | Ultimo turno         | Ultimo turno         | Ultimo turno | Ultimo turno |  |
|  |             |                      |             |             |             |  |  |                      |                      |                      |              |              |  |
|  | 1           | Monica Niculescu     | 6           | 67          | 69          |  |  |                      |                      |                      |              |              |  |
|  |             | Aljaksandra Sasnovič | 3           | 7           | 7           |  |  | Aljaksandra Sasnovič | Aljaksandra Sasnovič | Aljaksandra Sasnovič | 62           | 4            |  |
|  |             | Tímea Babos          | 6           | 1           | 6           |  |  | Tímea Babos          | Tímea Babos          | Tímea Babos          | 7            | 6            |  |
|  | 17          | Heather Watson       | 2           | 6           | 3           |  |  |                      |                      |                      |              |              |  |

### Sezione 2
|  | Primo turno | Primo turno               | Primo turno     | Primo turno | Primo turno |  |  | Ultimo turno | Ultimo turno              | Ultimo turno              | Ultimo turno | Ultimo turno |  |
|  |             |                           |                 |             |             |  |  |              |                           |                           |              |              |  |
|  | 2           | Anna Karolína Schmiedlová | 1               | 6           | 6           |  |  |              |                           |                           |              |              |  |
|  | WC          | Taylor Townsend           | 6               | 0           | 2           |  |  | 2            | Anna Karolína Schmiedlová | Anna Karolína Schmiedlová | 6            | 6            |  |
|  | WC          | Sachia Vickery            | Sachia Vickery  | 63          | 6(0)        |  |  | 24           | Ol'ga Govorcova           | Ol'ga Govorcova           | 4            | 2            |  |
|  | 24          | Ol'ga Govorcova           | Ol'ga Govorcova | 7           | 7           |  |  |              |                           |                           |              |              |  |

### Sezione 3
|  | Primo turno | Primo turno       | Primo turno       | Primo turno | Primo turno |  |  | Ultimo turno | Ultimo turno | Ultimo turno | Ultimo turno | Ultimo turno |  |
|  |             |                   |                   |             |             |  |  |              |              |              |              |              |  |
|  | 3           | Johanna Larsson   | Johanna Larsson   | 0           | 62          |  |  |              |              |              |              |              |  |
|  |             | Ana Konjuh        | Ana Konjuh        | 6           | 7           |  |  | Ana Konjuh   | Ana Konjuh   | 5            | 7            | 6            |  |
|  |             | Misaki Doi        | Misaki Doi        | 6           | 6           |  |  | Misaki Doi   | Misaki Doi   | 7            | 63           | 3            |  |
|  | 15          | Aleksandra Krunić | Aleksandra Krunić | 2           | 0           |  |  |              |              |              |              |              |  |

### Sezione 4
|  | Primo turno | Primo turno          | Primo turno | Primo turno | Primo turno |  |  | Ultimo turno | Ultimo turno      | Ultimo turno      | Ultimo turno | Ultimo turno |  |
|  |             |                      |             |             |             |  |  |              |                   |                   |              |              |  |
|  | 4           | Magdaléna Rybáriková | 7           | 4           | 3           |  |  |              |                   |                   |              |              |  |
|  |             | Sesil Karatančeva    | 5           | 6           | 6           |  |  |              | Sesil Karatančeva | Sesil Karatančeva | 4            | 67           |  |
|  |             | Urszula Radwańska    | 4           | 6           | 5           |  |  | 13           | Julia Görges      | Julia Görges      | 6            | 7            |  |
|  | 13          | Julia Görges         | 6           | 4           | 7           |  |  |              |                   |                   |              |              |  |

### Sezione 5
|  | Primo turno | Primo turno         | Primo turno         | Primo turno | Primo turno |  |  | Ultimo turno        | Ultimo turno        | Ultimo turno        | Ultimo turno | Ultimo turno |  |
|  |             |                     |                     |             |             |  |  |                     |                     |                     |              |              |  |
|  | 5           | Alexandra Dulgheru  | 7                   | 1           | 3           |  |  |                     |                     |                     |              |              |  |
|  |             | Jana Čepelová       | 65                  | 6           | 6           |  |  | Jana Čepelová       | Jana Čepelová       | Jana Čepelová       | 3            | 0            |  |
|  |             | Kateryna Bondarenko | Kateryna Bondarenko | 6           | 6           |  |  | Kateryna Bondarenko | Kateryna Bondarenko | Kateryna Bondarenko | 6            | 6            |  |
|  | 19          | Lara Arruabarrena   | Lara Arruabarrena   | 1           | 4           |  |  |                     |                     |                     |              |              |  |

### Sezione 6
|  | Primo turno | Primo turno          | Primo turno          | Primo turno | Primo turno |  |  | Ultimo turno | Ultimo turno         | Ultimo turno | Ultimo turno | Ultimo turno |  |
|  |             |                      |                      |             |             |  |  |              |                      |              |              |              |  |
|  | 6           | Mirjana Lučić-Baroni | Mirjana Lučić-Baroni | 7           | 6           |  |  |              |                      |              |              |              |  |
|  |             | Hsieh Su-wei         | Hsieh Su-wei         | 67          | 3           |  |  | 6            | Mirjana Lučić-Baroni | 4            | 6            | 3            |  |
|  | WC          | Alexa Glatch         | Alexa Glatch         | 64          | 2           |  |  | 14           | Casey Dellacqua      | 6            | 2            | 6            |  |
|  | 14          | Casey Dellacqua      | Casey Dellacqua      | 7           | 6           |  |  |              |                      |              |              |              |  |

### Sezione 7
|  | Primo turno | Primo turno      | Primo turno      | Primo turno | Primo turno |  |  | Ultimo turno | Ultimo turno     | Ultimo turno | Ultimo turno | Ultimo turno |  |
|  |             |                  |                  |             |             |  |  |              |                  |              |              |              |  |
|  | 25          | Yulia Putintseva | Yulia Putintseva | 6           | 6           |  |  |              |                  |              |              |              |  |
|  | WC          | Louisa Chirico   | Louisa Chirico   | 0           | 4           |  |  | 25           | Yulia Putintseva | 7            | 1            |              |  |
|  |             | Marina Eraković  | Marina Eraković  | 4           | 3           |  |  | 20           | Kurumi Nara      | 5            | 0            | r            |  |
|  | 20          | Kurumi Nara      | Kurumi Nara      | 6           | 6           |  |  |              |                  |              |              |              |  |

### Sezione 8
|  | Primo turno | Primo turno  | Primo turno  | Primo turno | Primo turno |  |  | Ultimo turno | Ultimo turno | Ultimo turno | Ultimo turno | Ultimo turno |  |
|  |             |              |              |             |             |  |  |              |              |              |              |              |  |
|  | 8           | Annika Beck  | Annika Beck  | 2           | 4           |  |  |              |              |              |              |              |  |
|  | WC          | Nicole Gibbs | Nicole Gibbs | 6           | 6           |  |  | WC           | Nicole Gibbs | Nicole Gibbs | 6(1)         | 4            |  |
|  |             | Lauren Davis | 5            | 6           | 6           |  |  |              | Lauren Davis | Lauren Davis | 7            | 6            |  |
|  | 21          | Andreea Mitu | 7            | 2           | 3           |  |  |              |              |              |              |              |  |

### Sezione 9
|  | Primo turno | Primo turno          | Primo turno          | Primo turno | Primo turno |  |  | Ultimo turno         | Ultimo turno         | Ultimo turno         | Ultimo turno | Ultimo turno |  |
|  |             |                      |                      |             |             |  |  |                      |                      |                      |              |              |  |
|  | 9           | Carina Witthöft      | Carina Witthöft      | 4           | 4           |  |  |                      |                      |                      |              |              |  |
|  |             | Mariana Duque Mariño | Mariana Duque Mariño | 6           | 6           |  |  | Mariana Duque Mariño | Mariana Duque Mariño | Mariana Duque Mariño | 1            | 4            |  |
|  |             | Jaroslava Švedova    | Jaroslava Švedova    | 6           | 7           |  |  | Jaroslava Švedova    | Jaroslava Švedova    | Jaroslava Švedova    | 6            | 6            |  |
|  | 23          | Jarmila Gajdošová    | Jarmila Gajdošová    | 4           | 5           |  |  |                      |                      |                      |              |              |  |

### Sezione 10
|  | Primo turno | Primo turno     | Primo turno     | Primo turno | Primo turno |  |  | Ultimo turno | Ultimo turno   | Ultimo turno   | Ultimo turno | Ultimo turno |  |
|  |             |                 |                 |             |             |  |  |              |                |                |              |              |  |
|  | 10          | Lucie Hradecká  | Lucie Hradecká  | 6           | 6           |  |  |              |                |                |              |              |  |
|  |             | Mónica Puig     | Mónica Puig     | 4           | 4           |  |  | 10           | Lucie Hradecká | Lucie Hradecká | 6            | 6            |  |
|  |             | Evgenija Rodina | Evgenija Rodina | 4           | 2           |  |  | 16           | Tatjana Maria  | Tatjana Maria  | 4            | 4            |  |
|  | 16          | Tatjana Maria   | Tatjana Maria   | 6           | 6           |  |  |              |                |                |              |              |  |

### Sezione 11
|  | Primo turno | Primo turno       | Primo turno   | Primo turno | Primo turno |  |  | Ultimo turno | Ultimo turno     | Ultimo turno | Ultimo turno | Ultimo turno |  |
|  |             |                   |               |             |             |  |  |              |                  |              |              |              |  |
|  | 11          | Christina McHale  | 65            | 6           | 6           |  |  |              |                  |              |              |              |  |
|  |             | Kristýna Plíšková | 7             | 4           | 1           |  |  | 11           | Christina McHale | 7            | 2            | 6            |  |
|  | Alt         | Tamira Paszek     | Tamira Paszek | 3           | 3           |  |  | 18           | Polona Hercog    | 69           | 6            | 4            |  |
|  | 18          | Polona Hercog     | Polona Hercog | 6           | 6           |  |  |              |                  |              |              |              |  |

### Sezione 12
|  | Primo turno | Primo turno    | Primo turno    | Primo turno | Primo turno |  |  | Ultimo turno | Ultimo turno  | Ultimo turno  | Ultimo turno | Ultimo turno |  |
|  |             |                |                |             |             |  |  |              |               |               |              |              |  |
|  | 12          | Mona Barthel   | Mona Barthel   | 6           | 6           |  |  |              |               |               |              |              |  |
|  |             | Elena Vesnina  | Elena Vesnina  | 1           | 2           |  |  | 12           | Mona Barthel  | Mona Barthel  | 6            | 6            |  |
|  | WC          | Jennifer Brady | Jennifer Brady | 1           | 3           |  |  | 22           | Irina Falconi | Irina Falconi | 4            | 1            |  |
|  | 22          | Irina Falconi  | Irina Falconi  | 6           | 6           |  |  |              |               |               |              |              |  |